# Navajo Joe
Navajo Joe (vra Joe, o Pistoleiro Implacável) é um filme ítalo-espanhol de 1966 do gênero western, dirigido por Sergio Corbucci. As locações foram na Espanha. Burt Reynolds aparece em seu segundo filme como protagonista. A trilha sonora é de Ennio Morricone (creditado como Leo Nichols).

## Sinopse
O bando do impiedoso Duncan massacra uma tribo de índios Navajo inclusive mulheres e crianças apenas para conseguir e depois vender escalpos. O guerreiro mestiço Joe sobrevive ao massacre e parte para a vingança contra os fora-da-lei. Pouco tempo depois ele é avisado por prostitutas que Duncan planeja roubar um trem carregado de dinheiro governamental destinado ao banco do povoado de Esperanza. Joe foge com o trem e o dinheiro e quer enfrentar os bandidos na cidade, mas a população desarmada teme confiar em um índio.

## Elenco
- Burt Reynolds...Navajo Joe
- Aldo Sambrell...Mervyn Vee Duncan
- Nicoletta Machiavelli...Estella
- Fernando Rey...Padre Rattigan
- Simón Arriaga...Macaco
- Cris Huerta...El Gordo
- Pierre Cressoy...Dr. Chester Lynne
- Franca Polesello...Barbara
- Lucia Modugno...Geraldine
- Tanya Lopert...Maria
- Nino Imparato...Chuck

## Trilha sonora
O filme foi musicado por Ennio Morricone.
Faixas
1. Titoli Di Testa-Navajo Joe (canção-tema, cantada por Gianna Spagnulo,[2])
2. Pelli Conciate E Pelli Morte (Raw Hides and Dead Hides)
3. Profilo del Destino (A Silhouette of Doom)
4. Saloon Pyote (The Pyote Saloon)
5. Storia Indiana (An Indian Story)
6. Verso Esperanza (To Esperanza)
7. Bandito Prende Il Treno (The Bandit Gets the Train)
8. Ma Joe Dice No (But Joe Says No)
9. Fine Di Barbara, E Il Ritornio Di Joe (The Demise of Barbara and the Return of Joe)
10. Paura E Silenzio (Fear and Silence)
11. Navajo E Prigioniero (The Navajo and the Prisoner)
12. Guarendo le Ferite (Healing the Wound)
13. Addio a Fratello Jeffrey (Goodbye to Brother Jeffrey)
14. Navajo Joe
15. Dopo la Fine (Após a cena final)
16. Titoli Di Coda-Navajo Joe (letreiros finais)